# Leon Lampros
Leon Lampros (mittelgriechisch Λέων Λαμπρός; † nach Juli 1043) war ein byzantinischer Patrikios und Verschwörer gegen Kaiser Konstantin IX.

## Leben
Leon amtierte zu Beginn der Regierungszeit Konstantins IX. als Strategos der zum Thema Armeniakon gehörenden Kuratoreia Melitene. Im Juli 1043 zettelte der Eunuch Stephanos Pergamenos, der Konstantin IX. gerade noch gegen den Usurpator Georgios Maniakes den Thron gerettet hatte, eine Verschwörung gegen den Kaiser an, die jedoch aufflog. Angeblich hatte er geplant, Leon, den Sohn seines Vertrauten Lampros, auf den byzantinischen Thron zu bringen. Stephanos wurde wegen Hochverrats verurteilt, zum Mönch geschoren und verbannt. Welche Konsequenzen die Aufdeckung der Verschwörung für Leon selbst hatte, ist nicht überliefert; sein Vater wurde gefoltert, geblendet und in einer Schandprozession auf der Agora in Konstantinopel vorgeführt.